# تأثير نوردفدت
في الفيزياء الفلكية النظرية، يشير تأثير نوردفدت إلى الحركة النسبية بين الأرض والقمر والتي يمكن ملاحظتها إذا ساهمت طاقة الجاذبية الذاتية لجسم ما بشكل مختلف في كتلتها الجاذبية عن كتلة القصور الذاتي الخاصة بها. إذا لوحظ، فإن تأثير نوردفدت يخالف مبدأ التكافؤ القوي، والذي يشير إلى أن حركة الجسم في حقل الجاذبية لا تعتمد على كتلته أو تركيبته.
تم تسمية التأثير على اسم الدكتور كينيث ل. نوردفدت، الذي أوضح لأول مرة أن بعض نظريات الجاذبية تشير إلى أن الأجسام الضخمة يجب أن تنخفض بمعدلات مختلفة، اعتمادًا على طاقتها الذاتية الجاذبية.
لاحظ نوردتفيت أنه إذا كانت الجاذبية قد خالفت في الواقع مبدأ التكافؤ القوي، فإن الأرض الأكثر كتلة يجب أن تسقط نحو الشمس بمعدل مختلف قليلاً عن القمر، مما يؤدي إلى استقطاب مدار القمر. لاختبار وجود (أو عدم وجود) تأثير نوردفدت، استخدم العلماء تجربة المجال الليزري القمري، والتي هي قادرة على قياس المسافة بين الأرض والقمر بدقة تقارب المليمتر. حتى الآن، فشلت النتائج في العثور على أي دليل على تأثير نوردفدت، مما يدل على أنه إذا كان موجودا، فإن التأثير ضعيف للغاية. أدت القياسات والتحليلات اللاحقة للدقة العالية إلى تحسين القيود على التأثير. قياسات مدار الزئبق التي قامت بها المركبة الفضائية ميسينجر زادت من تحسين تأثير نوردفيدت لتكون أقل من نطاق أصغر.
تم العثور على مجموعة واسعة من نظريات المكورات العددية التي تؤدي بطبيعتها إلى تأثير ضئيل فقط، في العصر الحالي. هذا بسبب آلية جذابة عامة تحدث خلال التطور الكوني للكون. يمكن أن تكون آليات الفحص الأخرى (كاميليون، بريسرون، فاينسهتين وما إلى ذلك) أن تكون مؤثرة.